# Kiyotaka Matsui
Kiyotaka Matsui (jap. 松井 清隆, Matsui Kiyotaka; * 4. Januar 1961 in der Präfektur Osaka) ist ein ehemaliger japanischer Fußballtorhüter.

## Nationalmannschaft
1984 debütierte Matsui für die japanische Fußballnationalmannschaft. Matsui bestritt 15 Länderspiele.

## Persönliche Auszeichnungen
- Japan Soccer League Best Eleven: 1984, 1985/86